# MARKO POLO
MARKO POLO(マルコ・ポーロ)は、ユーロビート楽曲の男性ヴォーカルアーティスト。初代ヴォーカルはマウリツィオ・デ・イオーリオ(en:Maurizio De Jorio)。

## 概要
1996年、DELTAレーベルがエイベックスのコンピレーションアルバムSUPER EUROBEATに新規参入した際の第一弾作品『MONEY GO!』でデビューを飾る。徹底的なアグレッシブ路線を踏襲している楽曲となっており、「TIMEレーベルとA-BEAT Cレーベルのいい所だけ合体している」とSUPER EUROBEAT VOL.64（収録CD）の楽曲解説において絶賛され、VOL.70ではリスナーのリクエスト企画で1位を獲得する快挙を果たす。また当時のリスナーのみならずDJにも多大な影響を与え、当時のDJ達が結集して出来上がったリミックス盤（Super Hard Medley。16分を超える長編）が世に出るなど、斬新な功績を残した。
以降の楽曲はLAURENT G.NEWFIELD主導によるプロデュースに移行した影響か若干抑え気味の曲調となるが、『頭文字D』でいくつかの曲が挿入歌として起用されるなど、ありがちな一発屋に終わることなくコンスタントにヒット作を送り込んだ。担当ヴォーカルがかつてA-BEAT C在籍時に人気アーティストであったD-ESSEX名義を担当しており、DELTA移籍後も引き続き担当（D.ESSEXに改名）しているという経緯もあってか、A-BEAT C時代からのファンの支持も得られている。
BRATT SINCLAIREによる力強さ・NEWFIELDによる綿密さという二極を実によく体現しているアーティストであったが、Maurizio De Jorioのsinclairestyle移籍に伴い『JUNGLE FEVER』よりLuca Lanzano'が二代目MARKO POLOとして起用され、現在も活動中。

## 代表曲
- MONEY GO!
『SUPER EUROBEAT VOL.64』収録。安室奈美恵のカセットテープのCMソングに使われた。
- SATURDAY NIGHT
『SUPER EUROBEAT VOL.81』収録。
- BABY QUEEN SEVENTEEN
『SUPER EUROBEAT VOL.87』収録。
- SPEEDY SPEED BOY
『EUROMACH 1』収録[2]。アニメ『頭文字D』にも起用された。『頭文字D Arcade Stage Ver.3 / Street Stage』の妙義のBGM。
- STOP YOUR SELF CONTROL
『SUPER EUROBEAT VOL.139』収録。『頭文字D Arcade Stage Ver.3 / Street Stage』の秋名（夜）、秋名（雪）のBGM。2017年3月7日に稼働した『頭文字D Zero』でも収録される。
- HAI HAI HAI (Dance across the nations)
『SUPER EUROBEAT VOL.142』収録。
- I WANT TO BELIEVE
『SUPER EUROBEAT VOL.152』収録。
- JUNGLE FEVER
『SUPER EUROBEAT VOL.181』収録。